# Clas Brede Bråthen
Clas Brede Bråthen (* 28. November 1968) ist ein ehemaliger norwegischer Skispringer und heutiger Skisprungfunktionär.
Bråthen begann seine internationale Karriere bei der Junioren-Weltmeisterschaft 1986 in Lake Placid, bei der er die Bronzemedaille von der Großschanze gewann. Zuvor war bereits im gleichen Jahr norwegischer Junioren-Meister geworden. Am 30. Dezember 1987 gab er im Rahmen des Auftaktspringens zur Vierschanzentournee 1987/88 sein Debüt im Skisprung-Weltcup und erreichte in Oberstdorf den 70. Platz. 1988 wurde er erneut norwegischer Junioren-Meister. Zum Ende der Saison 1987/88 konnte er in Meldal erstmals unter die besten Zehn springen und kam auf den 9. Platz. Im ersten Springen der folgenden Saison gelang ihm in Sapporo mit einem dritten Rang das erste und auch einzige Mal in seiner Karriere der Sprung aufs Weltcup-Podium. Nach weiteren guten Leistungen beendete er die Saison 1988/89 am Ende auf dem 27. Platz in der Weltcup-Gesamtwertung. Bei der Nordischen Skiweltmeisterschaft 1989 in Lahti gewann er im Teamspringen die Silbermedaille. Im Springen von der Normalschanze sprang er auf den 15. und von der Großschanze auf den 11. Platz. Parallel sprang Bråthen auch regelmäßig im Skisprung-Europacup, wo er am 11. Januar 1991 den Wettkampf in Saalfelden gewann. Nach der Saison 1991/92 startete Bråthen wegen nachlassender Leistungen nur noch vereinzelt im Weltcup, war aber bis zum Ende seiner Laufbahn im Europacup bzw. dessen Nachfolgeserie, dem Skisprung-Continental-Cup, aktiv. 1994 gewann er in Vegårshei die Goldmedaille von der Normalschanze bei den Norwegischen Meisterschaften. Zwei Jahre später gewann er mit dem Team erneut die Goldmedaille, beendete jedoch kurz darauf seine aktive Skisprungkarriere.
Von 2001 bis 2021 war Bråthen Mitglied des Norwegischen Skiverbandes und dort Abteilungsleiter der Skisprung-Abteilung, anschließend übte er die gleiche Funktion in Finnland aus. Dass sein Arbeitsvertrag mit dem norwegischen Verband nicht verlängert wurde, rief Kritik von Maren Lundby und Daniel-André Tande hervor.
Bråthen zählt zu den Unterstützern des internationalen Damen-Skispringens.
Seine Tochter Silje Regine veröffentlichte im Jahr 2022 das Buch Et møte med Maren, in dem Maren Lundby über ihre gesundheitsbedingte Wettkampfpause sprach.